# Solenopsis andina

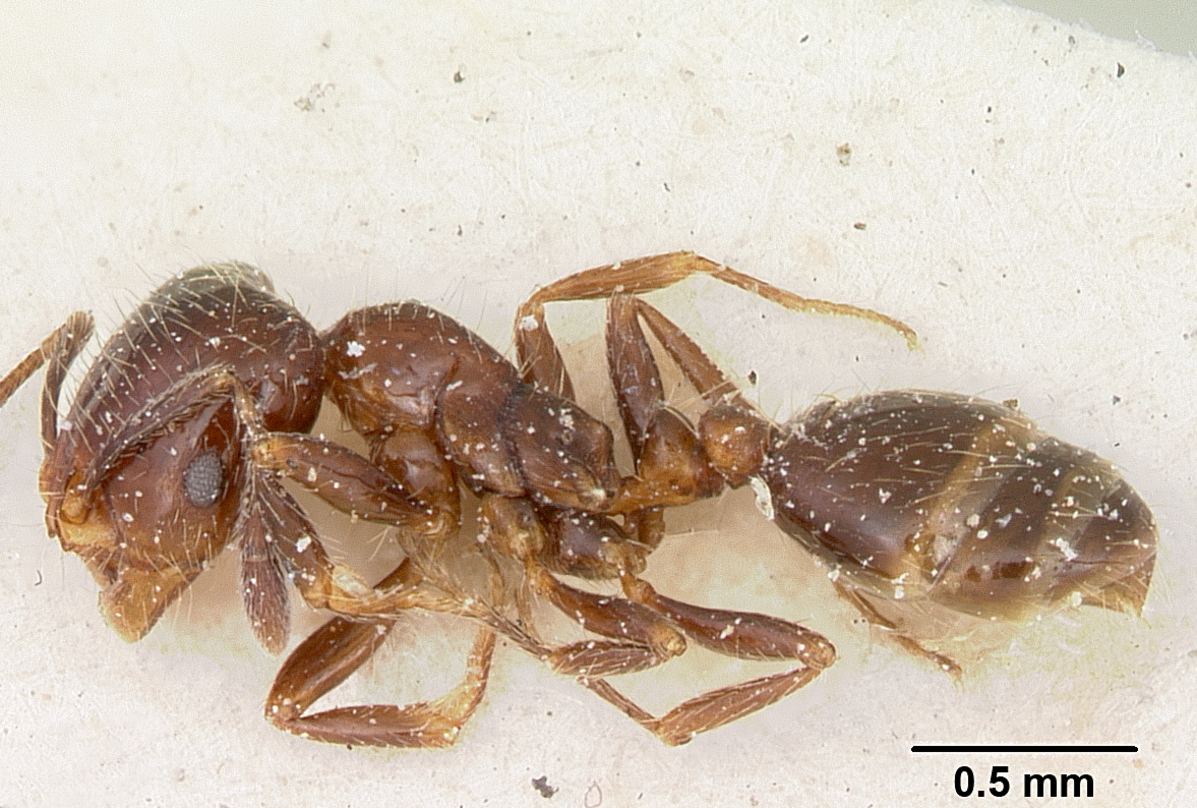
Вид сбоку

Solenopsis andina (лат.) — вид мелких муравьёв рода Solenopsis из подсемейства Myrmicinae (Formicidae). Новый Свет.

## Распространение
Южная Америка: северная Аргентина (Jujuy, Cueva d’Iturbe), 3700 м.

## Описание
Мелкого размера муравьи коричневого цвета; длина рабочих около 2 мм. Глаза состоят из 45—55 омматидиев. Длина головы рабочих (HL) 0,702 — 0,738 мм, ширина головы (HW) 0,624 — 0,708 мм. Усики рабочих 10-члениковые с 2-члениковой булавой. Длина скапуса усиков (SL) 0,444 — 0,480 мм. Заднегрудка округлая без проподеальных шипиков. Стебелёк между грудью и брюшком состоит из двух узловидных члеников (петиоль и постпетиоль).

## Систематика
Вид был впервые описан в 1923 году швейцарским мирмекологом Феликсом Санчи (Felix Santschi, 1872–1940) по типовым материалам из Аргентины, валидный статус подтверждён в 2013 году в ходе ревизии американскими энтомологами Хосе Пачеко и Уильямом МакКеем (Pacheco, Jose A. & Mackay, William P.). Вместе с видами S. gensterblumi, S. macrops, S. nigella, S. oculata, S. photophila, S. schilleri принадлежит к комплексу видов nigella species complex.